# François Cornut-Gentille
Ne doit pas être confondu avec Bernard Cornut-Gentille.
Pour les articles homonymes, voir Cornut.
François Cornut-Gentille, né le 22 mai 1958 à Saint-Mandé (Val-de-Marne), est un homme politique français.
Gaulliste, membre du Rassemblement pour la République, il est sans discontinuité député de Haute-Marne de 1993 à 2022. Maire de Saint-Dizier de 1995 à 2017, il soutient successivement Alain Juppé en 2016, puis en 2021, Michel Barnier, dont il est porte-parole de campagne.
Il est par ailleurs l'auteur de plusieurs rapports, articles et essais sur les dysfonctionnements institutionnels de la Cinquième république, la politique française de défense et la modernisation de l'État.

## Biographie

### Jeunesse et études
Né en 1958 à Saint-Mandé (Val-de-Marne), François Cornut-Gentille est marié et père de cinq enfants. Son oncle, Bernard Cornut-Gentille, fut ministre de Charles de Gaulle, ambassadeur aux Nations unies et maire de Cannes. Il étudie à l'université Paris-Nanterre.
De 1983 à 1993, il est chargé d’études puis directeur des études d’opinion dans deux instituts de sondage, la Sofres et Louis Harris.

### Parcours politique
En 1988, il est nommé secrétaire départemental du RPR en Haute-Marne.
En 1993, il devient député de la seconde circonscription de Haute-Marne, sous l'étiquette RPR (réélu en 1997, 2002, 2007, 2012 sous l'étiquette UMP). Dans un contexte national difficile pour LR face à la vague Macron, il est réélu le 18 juin 2017 face au candidat du FN avec 61,81 %.
En 1995, il est élu maire de Saint-Dizier (réélu en 2001, en 2008 et 2014). À Saint-Dizier, il lance un programme de rénovation urbaine afin de tenter de réunifier une ville partagée entre son centre ville et son quartier moderne, le Vert-Bois. Le 23 mars 2014, il est réélu au premier tour avec 72,63 % des voix à la mairie de Saint-Dizier. Pour être en accord avec la loi sur le non-cumul des mandats, il cède son siège de maire de Saint-Dizier le 8 juillet 2017.
Depuis 2004, il est l'animateur du club de la Boussole, amicale informelle de députés UMP puis LR.
Il soutient Alain Juppé pour la primaire française de la droite et du centre de 2016.
En 2017, il est réélu pour un sixième mandat consécutif à l'Assemblée Nationale, ce qui le contraint (selon la loi en faveur du non-cumul des mandats) à renoncer à son mandat de maire de Saint-Dizier au profit d'une ancienne adjointe, Élisabeth Robert-Dehault ; il demeure cependant conseiller municipal.
Il doit également renoncer à son poste de président de la communauté d'agglomération Saint-Dizier, Der et Blaise, au profit de son ancien premier adjoint, mais il demeure membre du « comité stratégique » nouvellement créé pour diriger la communauté d'agglomération.
Il parraine Laurent Wauquiez pour le congrès des Républicains de 2017, scrutin lors duquel il est élu président du parti.
Il soutient Michel Barnier au congrès des Républicains de 2021 en vue de l'élection présidentielle de 2022.
Lors des élections législatives de 2022, il est battu par la candidate du Rassemblement national, Laurence Robert-Dehault, recueillant seulement 48,30 % des voix.
En septembre 2024, il rejoint le cabinet du Premier ministre, Michel Barnier, en tant que conseiller, chef du pôle défense.

## Publications
- Le Ministère de la Défense et la réforme budgétaire, Assemblée nationale, juin 2003
- La Participation pour tous, rapport au Premier ministre, la Documentation française, octobre 2005
- Modernisation de l'État, qualité des services publics et indicateurs, rapport au ministre du budget, des comptes publics, de la fonction publique et de la réforme de l'État, mars 2010
- Gouvernez !, Alma Éditeur, avril 2015
- Comment sortir de l'impuissance publique ?, Le Débat, mars-avril 2016
- Pour un nouveau Parlement - retrouver la force de gouverner, Le Débat, mars-avril 2017
- Évaluation de l'action de l'État en Seine-Saint-Denis, Assemblée nationale, mai 2018
- Quelle réforme du Parlement ?, Le Débat, novembre-décembre 2018
- Savoir pour pouvoir. Sortir de l'impuissance démocratique, Gallimard, 2021

## Mandats
- 19 mars 1989 - 18 juin 1995 : conseiller municipal de Saint-Dizier
- 19 juin 1995 - 8 juillet 2017 : maire de Saint-Dizier En raison de la loi sur le non-cumul de mandats, il démissionne de son poste de maire après avoir été réélu comme député.
- 2 avril 1993 - 21 juin 2022 : député
- 8 juillet 2017 - 19 juillet 2022 : conseiller municipal de Saint-Dizier
- depuis le 19 juillet 2022 : Adjoint au maire de Saint-Dizier